# 拉奎拉

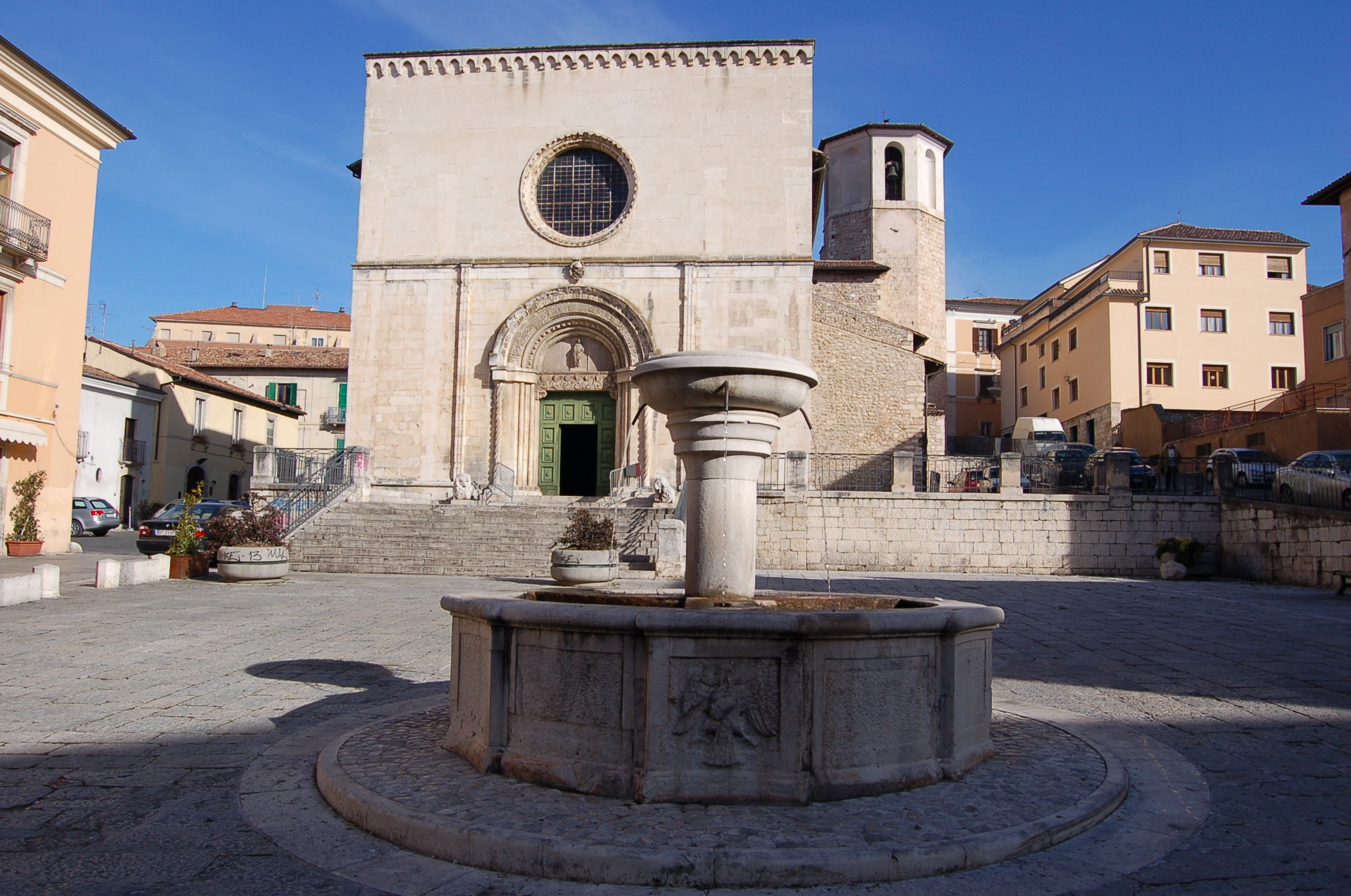
San Pietro's square.

拉奎拉（義大利語：L'Aquila，義大利語發音：[ˈlaːkwila] ⓘ，那不勒斯語發音：[ˈlaːkwiːlə]）是一座意大利中部城市，阿布鲁佐大区和拉奎拉省首府，人口72,913人，但是加上每天在境内就读、就业和旅游者，人数达到10万。拉奎拉坐落在一个山谷中间，周围被亞平寧山脈环抱，东北方是大萨索山。该市位于中世纪的城墙内，拥有迷宫般的狭窄街道，两旁是巴洛克或文艺复兴时期的建筑物和教堂，面向优雅的广场。主要河流有阿泰尔诺-佩斯卡拉河、桑戈羅河和特倫托河。
该市拥有拉奎拉大學，是一个活跃的大学城。并拥有许多文化机构：汇编剧场、交响乐团、美术学院、国家温室、电影学会。

## 地理
拉奎拉位於義大利中部，屬於亞平寧山脈的腹地，地處阿布魯佐大區內陸，距離首都羅馬東北約 100 公里。該市海拔平均約為 721 公尺，為義大利海拔最高的省會城市之一。拉奎拉四周被高山環繞，城市本身坐落於阿奎拉盆地中，地形封閉，屬典型的山間盆地地貌。
其周邊的主要山脈包括格蘭薩索山脈與韋利諾-西雷尼山脈，其中格蘭薩索山是亞平寧山脈最高峰所在地，海拔高達 2,912 公尺。拉奎拉也鄰近格蘭薩索和蒙蒂拉加國家公園，為當地重要的自然保護區。
由於地形封閉且海拔較高，拉奎拉氣候與義大利大部分地區不同，屬於溫帶大陸性氣候，冬季寒冷多雪，夏季則溫暖乾燥。年平均氣溫約為 12°C，降水量集中於秋冬季，年降雨量約 800 至 1,000 毫米。
此外，拉奎拉位處義大利主要地震帶之一，地質活動頻繁，歷史上曾多次發生毀滅性地震，包括 2009 年的拉奎拉地震。

## 历史
拉奎拉是在中世紀由腓特烈二世建市。在十三世紀起，為那不勒斯王國第二大城市，直至十九世紀為止。意大利統一後，被劃分作阿布魯佐大區一部分。此後阿奎拉開始發展成地區貿易城市，並有一些工業如釀酒等。在1861年，阿奎拉只有33,569人；1931年就有51,174人；至1971年，則有60,131人。

### 地震
拉奎拉历史上曾多次发生地震。该市曾经在1315年12月3日、1349年1月22日、1452年、1501年、1646年、1703年、1706年受到地震袭击，最近一次发生于2009年4月6日格林尼治标准时间01:32（当地时间03:32），意大利中部发生矩震级6.3级的地震，震央位于拉奎拉附近的42°25′22″N 13°23′40″E / 42.4228°N 13.3945°E。拉奎拉的许多建筑物遭到损毁。意大利媒体报道证实市中心许多历史建筑坍塌，造成至少170人死亡，1,500人受伤。整个阿布鲁佐大区，乃至罗马市和拉齐奥、 莫利塞、翁布里亚和坎帕尼亚大区，甚至邻近国家均有震感。

## 友好城市
- 罗特韦尔
- 昆卡
- 荷巴特
- 貝納爾達
- 比斯特里察
- 巴勒貝克
- 海寧

## 外部連結
- University of L'Aquila Website （页面存档备份，存于）